# Felix von Lilien
Felix Joseph Michael von Lilien (* 21. Mai 1804 in Werl; † 13. Oktober 1886 in Arnsberg) war ein preußischer Beamter und Politiker

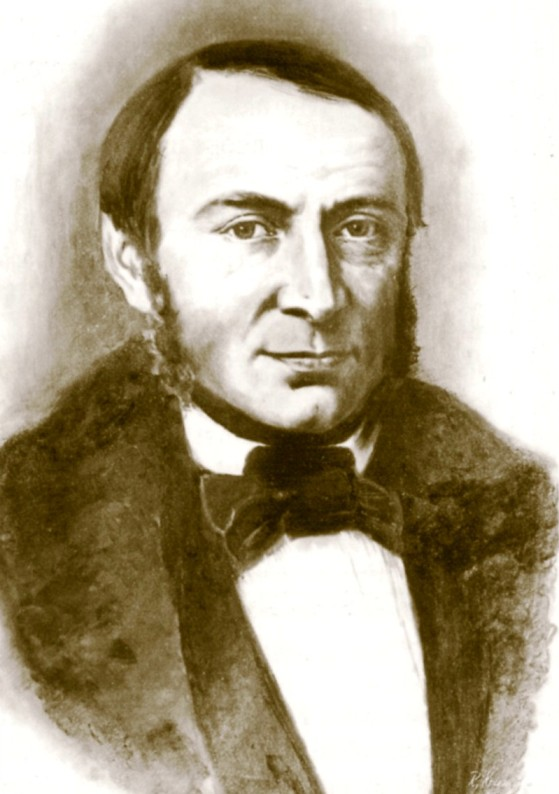
Felix von Lilien

## Leben und Wirken
Er entstammte der Werler Erbsälzerfamilie von Lilien. Nach dem Abitur am Archigymnasium in Soest studierte er in Berlin und Göttingen Rechtswissenschaften. Im Jahr 1827 legte er die Prüfung zum Auskultator und 1830 zum Gerichtsreferendar am Oberlandesgericht Hamm ab. Im Jahr 1830 wurde von Lilien auf eigenen Wunsch aus dem Staatsdienst entlassen, um bei der Hüttenwerksverwaltung der Saline Werl tätig werden zu können. In den Jahren 1832 und 1834 war er als Sälzeroberst der höchste Repräsentant des Sälzerkollegiums. Außerdem war von Lilien Justiziar der Werler Erbsälzer.
Er war seit 1830 verheiratet mit Josepha Johann von Boeckenfoerde gen. von Schüngel und wurde durch seine Frau 1835 Rittergutsbesitzer des Hauses Echthausen im Kreis Arnsberg. Aus dieser Ehe ging unter anderem die Autorin Anna von Lilien-Echthausen hervor.
Ebenfalls im Jahr 1835 wurde er zum Landrat des Kreises Arnsberg gewählt und wurde nach Ablegung der entsprechenden Prüfung zum Landrat ernannt. Diese Position behielt von Lilien bis 1883, als er aus Altersgründen aus dem Staatsdienst ausschied. 
Politisch war von Lilien stellvertretender Vorsitzender des Provinzialausschusses der Provinz Westfalen sowie Vizelandtagsmarschall (d. h. Vizepräsident) des Provinziallandtages. Im Jahr 1847 gehörte er dem Vereinigten Landtag an. Dort gehörte er der rechts angesiedelten Fraktion um Otto Theodor von Manteuffel („Fraktion im Englischen Haus“) an.
Neben verschiedenen Auszeichnungen wurde von Lilien im Jahr 1840 vom preußischen König in den erblichen Freiherrenstand erhoben und erhielt den Titel eines preußischen Kammerherren.